# Vitturi
Vitturi, trogirska plemićka obitelj, poznata u povijesnim vrelima od 12. stoljeća. U drugoj polovici 15. stoljeća izgradili su Kaštel Vitturi oko kojega je nastalo naselje, prozvano po njihovom obiteljskom nadimku Lukšić - Kaštel Lukšić. Obitelj je izumrla u muškoj lozi 1679. godine, smrću posljednjeg muškog člana obitelji Frane, čija se kći Katarina udala za predstavnika bračke plemićke obitelji Michieli, čiji potomci otada nose prezime Michieli Vitturi.

## Vanjske poveznice
- Vitturi Hrvatska enciklopedija